# Щекотово (Рязанская область)
Щекотово — деревня в Рыбновском районе Рязанской области. Входит в Пионерское сельское поселение.

## География
Находится в западной части Рязанской области на расстоянии приблизительно 35 км на запад-юго-запад по прямой от железнодорожного вокзала в городе Рыбное.

## История
На карте 1850 года показана как Шоктово с 32 дворами. В 1859 году здесь (тогда село Михайловского уезда Рязанской губернии) было учтено 38 дворов, в 1897 — 59.

## Население
Численность населения: 272 человека (1859 год), 420 (1897), 11 в 2002 году (русские 100 %), 4 в 2010.